# 仇聯青
仇聯青（？—1915年），湖南湘陰人，臺灣官員、商人、仕紳。

## 生平
仇聯青於光緒十二年（1886年）受聘來臺，替台南府清賦分局進行土地丈量事宜。全台清賦完畢後，補用撫墾局長，駐留宜蘭縣叭哩沙堡阿里史社。
1895年，乙未戰爭爆發，仇聯青在戰爭中協助維持地方安靖，日軍進城後，將其擢用為憲兵司令部雇員。1898年擔任台灣總督府事務囑託，翌年1月獲授紳章。1899年擔任台北縣事務囑託，1900年辦理臺灣總督府樟腦局文山堡製腦事宜，同時兼任總督府警察本署事務囑託。1915年病逝，享年54歲。